# The Rehab
Pour les articles homonymes, voir Rehab.
Albums de Young Buck
They Don't Bother Me
(2007)
Singles
1. When the Rain Stops
Sortie : 18 mai 2010
2. Ya Betta Know It
Sortie : 8 juin 2010
3. Hood Documentary
Sortie : 7 septembre 2010

The Rehab est le quatrième album indépendant de Young Buck, sorti le 7 septembre 2010.
L'album s'est classé 6e au Top Rap Albums et au Top Independent Albums, 12e au Top R&B/Hip-Hop Albums et 56e au Billboard 200.
Il n'a pas connu pas le succès des précédents puisqu'il ne resta dans les charts qu'une semaine seulement. De plus ses ventes n'ont pas dépassé les 7 000 copies lors de la première semaine alors qu'il estimait celles-ci à plus d'un million.[réf. nécessaire]

## Liste des titres
| No  | Titre               | Contient un (des) sample(s) de             | Durée |
| --- | ------------------- | ------------------------------------------ | ----- |
| 1.  | Tha Streetz         |                                            | 1:25  |
| 2.  | This Is Mine        |                                            | 4:14  |
| 3.  | Smoke Our Life Away |                                            | 5:01  |
| 4.  | Statistics          |                                            | 0:46  |
| 5.  | Keep It Moving      |                                            | 3:50  |
| 6.  | Hood Documentary    |                                            | 4:07  |
| 7.  | Ya Betta Know It    |                                            | 3:21  |
| 8.  | When The Rain Stops |                                            | 3:56  |
| 9.  | Not Killing Me      | Going Back to Cali de The Notorious B.I.G. | 3:51  |
| 10. | Nothin 4 Ya         |                                            | 3:10  |
| 11. | The Bust            |                                            | 0:58  |
| 12. | Like a Million      |                                            | 3:32  |
| 13. | Leave It Alone      |                                            | 3:09  |
| 14. | Reality Check       |                                            | 1:25  |